# دهلی قدیم

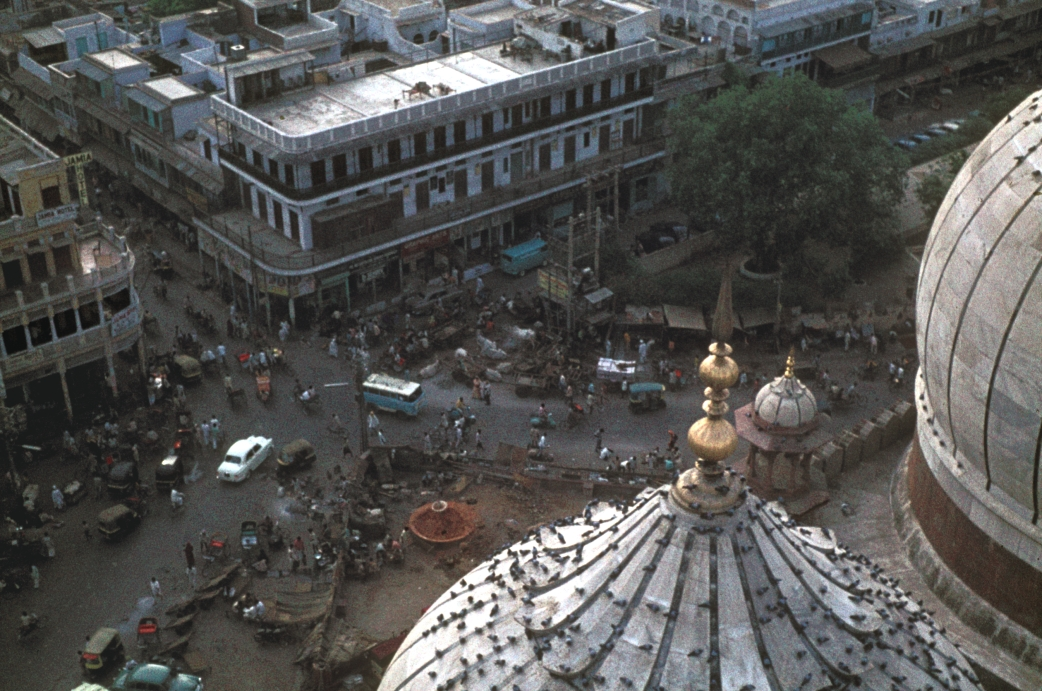
نمای دهلی کهنه از فراز مسجد جهان‌نما

دهلی قدیم یا شاه‌جهان‌آباد شهرِ محصور دهلی است که توسط شاه‌جهان گورکانی در ۱۰۱۷ هجری شمسی بنیان نهاده شده است. این شهر تا پایان کار گورکانیان هند پایتخت این سلسله بود. در آغاز این شهر پر بود از کاخ‌های نجبا و اعضای دیوان سلطنتی و مساجد و باغ‌های زیبا. امروزه علی‌رغم اینکه بسیار شلوغ و چندپاره شده است، هنوز قلب نمادین دهلی مسلمان محسوب می‌شود.